# Evangelický kostel Pána Ježíše (Trmice)
Evangelický kostel Pána Ježíše se nachází u hlavní silnice v Trmicích poblíž řeky Bíliny. Jedná se neogotickou stavbu s novorománskými prvky dostavěnou v roce 1907, která se využívá jako kazatelská stanice sboru Českobratrské církve evangelické v Ústí nad Labem.

## Historie
Kostel se začal stavět v roce 1905 pro kazatelskou stanici augsburského sboru v Ústí nad Labem podle projektu lipského architekta Paula Langeho. Vysvěcen byl 1. listopadu roku 1907. Od roku 1921 svatostánek využíval filiální sbor Německé evangelické církve. Ta po druhé světové válce zanikla a kostel tehdy převzala Českobratrská církev evangelická. Na přelomu 20. a 21. století byla stavba rekonstruovaná a 7. dubna 2003 prohlášena za kulturní památku.

## Popis
Jedná se o patrovou stavbu na obdélníkovém půdoryse s oltářem směřujícím na severovýchod. V zadní dvorní části se nachází menší přístavek. Celkově je kostel zhruba orientován. Střecha je sedlová s osmibokým sanktusníkem v popředí, který nahrazuje svou funkcí věž. V hlavním jihozápadním průčelí se nachází portál tvořený rizalitem krytým malou stříškou, na jejímž vrcholu se nachází gotická pískovcová květina. V rizalitu je vyhloubený otvor zaklenutý lomeným obloukem s románskými sloupky, kde se nachází hlavní vstup do kostela. Po stranách se nachází dvě menší slepá okna, nad rizalitem jedno větší se slepou rozetou. U okrajů štítu se nachází vlys z lomených obloučků. Na boční straně do ulice je šest slepých obou podlažních lomených oken. Ty jsou následně tvořeny lomenými vitrážovými okny v patře a v přízemí vždy dvěma sdruženými okny. Mezi patry se pak nachází slepé lomené arkády. První slepé lomené okno je v přízemí tvořeno slepými okny a druhé opět v přízemí dalšími dveřmi do kostela. Stejné je rozložení na druhé boční straně kostela do dvora, kde však chybí poslední dvě slepá lomená okna kvůli přístavku.
Interiér má dvě podlaží. V přízemí se nachází chodba spojující předsíň hlavního vchodu a boční vchody zakončená dvouramennými schodišti do patra. Dále se v přízemí nachází klubovna, byt kostelníka a v přístavku koupelny s toalety. V druhém podlaží je již modlitebna s dřevěným bedněným stropem lichoběžníkového průřezu. Kněžiště a loď jsou odděleny obloukem tudorovského tvaru. Stejný oblouk má poté lehce vyvýšená kruchta, ze které se dá dostat do sanktusníku, v němž se nachází původní zvon, jehož autorem je Karl Schwabe z Bělé pod Bezdězem. Netradičně řešené je upoutání zvonu na spodním stojanu.